# Jeruzalémský technologický park
Jeruzalémský technologický park (hebrejsky הגן הטכנולוגי ירושלים – גט״י‎, anglicky Jerusalem Technology Park, či též Technologický park Malcha hebrejsky הגן הטכנולוגי מלחה‎, ha-Gan ha-technologi Malcha, anglicky Malha Technology Park) je průmyslový hi-tech park nacházející se v jeruzalémské jihozápadní čtvrti Malcha v Izraeli.
Rozkládá se na celkové ploše 61 000 m² a jeho stavba a postupné obsazování začala roku 1996, společně s rozvojem celé zdejší oblasti, který zahrnoval obchodní centrum Malcha Mall, Teddyho stadion, železniční stanici Malcha, tenisové centrum, Biblickou zoologickou zahradu, rezidenční čtvrti a park.

## Nájemci

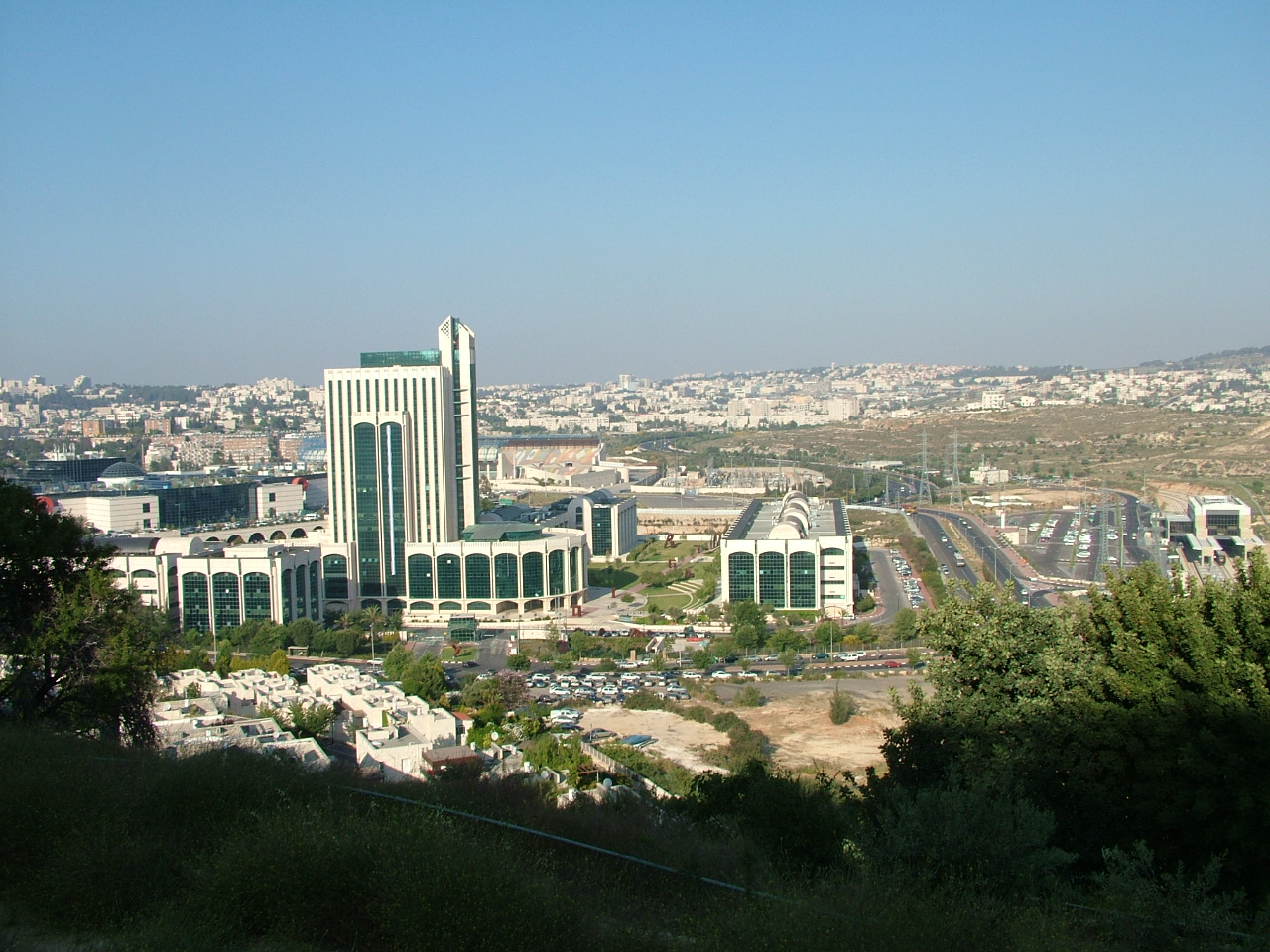
Pohled na park z nedalekého návrší

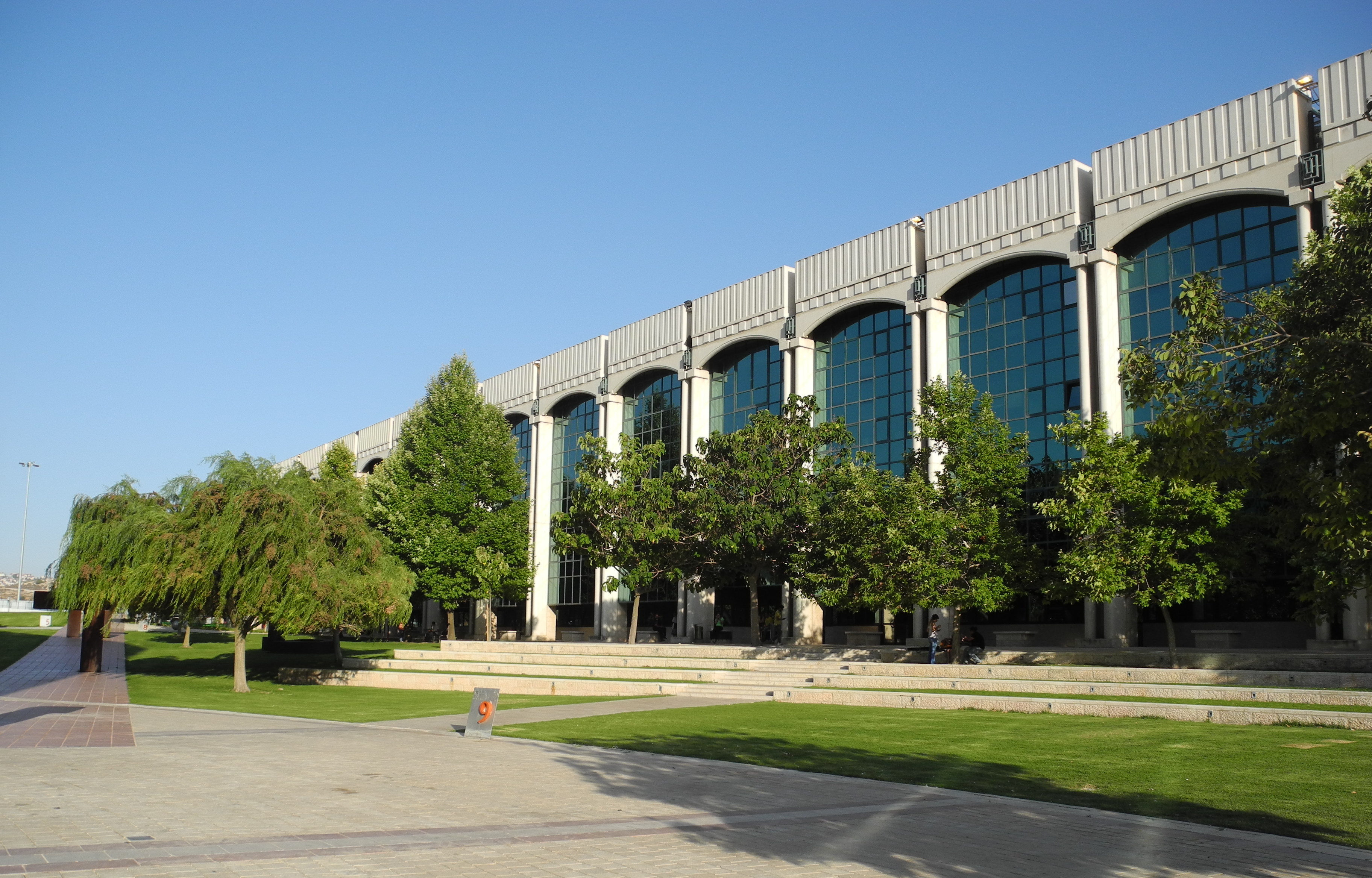

Celý park je vlastněn a spravován společností Isras Group, která nabízí pronájem zdejších ploch a zajišťuje správu a údržbu. Přibližně 70 % nájemců jsou společnosti z hi-tech sektoru, zatímco 30 % představují společnosti zabývající se službami a médii.
- IBM R&D Labs in Israel[3]
- BBC Middle East Bureau[4]
- Thomson Reuters Israel[5]
- Deltathree
- Answers.com
- Ex Libris Group Development Center
- Visionix
- Nanonics Imaging